# Fujiwara no Kenshi (1057–1084)
Fujiwara no Kenshi, född 1057, död 1084, var en kejsarinna, gift med kejsar Shirakawa. 
Hon placerades i kronprinsens harem 9 mars 1071. Hennes make blev kejsare 1073, och hon mottog titeln kejsarinnetiteln Chugū den 20 juni 1074. Hon fick fyra söner och tre döttrar. Äktenskapet beskrivs som lyckligt åtminstone från kejsarens sida, då han uppges ha älskat henne uppriktigt, vilket inte var någon självklarhet i ett kejserligt äktenskap: hans sorg vid hennes död är omtalad, och han lät uppföra flera minnesmärken till hennes ära. 